# Timoci Matanavou
Timoci Matanavou (Lautoka, 8 de julio de 1984) es un jugador fiyiano de rugby que se desempeña como wing y juega en el Stade Montois de la Rugby Pro D2. Es primo del también jugador de rugby Sireli Bobo.

## Selección nacional
Matanavou fue convocado a los Rugbi de Fiyi Sevens para la temporada internacional de sevens de 2008. Debutó en el Hong Kong Sevens.
Fue seleccionado a los Fliyings Fijians (15) para participar de la gira de noviembre de 2012 por Reino Unido y debutó en un partido de entrenamiento ante Gloucester Rugby, su debut oficial fue la semana siguiente en un partido contra Irlanda XV, Matanavou ingresó como sustituto.

## Carrera
El rendimiento con Fiyi le permitió ser contratado por el recién ascendido Mont-de-Marsan, como refuerzo para la temporada 2008–09. En agosto de 2008, hizo su debut como wing titular contra EE. UU. Montauban. Anotó su primer try en febrero de 2009, ante Bayonne. Marcó tres tries más en la temporada y el Stade Montois terminó descendiendo al Pro D2 tras acabar último en la competición. La temporada siguiente en el ProD2, marcó 9 tries. El año siguiente, en la temporada 2010–11, resultó ser el mayor anotador de tries con 19 en 28 partidos.
Su rendimiento impresionó a Guy Noves, entrenador del Stade Toulouse, quién lo solicitó en su equipo para el Top 14 2011–12. En su primera temporada se consagró campeón y acabó segundo en la lista de máximos anotadores de tries con 10. Mientras que en la Copa Heineken 2011–12 terminó como el máximo anotador con 8 tries.

## Palmarés
- Campeón del Top 14 de 2011–12.